# Original Film
Original Film är ett amerikanskt film- och TV-produktionsbolag grundat av Neal H. Moritz. Anmärkningsvärda filmer som företaget har producerat inkluderar Fast & Furious-serien och Sonic the Hedgehog-filmerna.

## Historia
Original Film startades i början av 1990-talet av Neal H. Moritz och Bruce Mellon som en filmproducent och ett kommersiellt företag. År 1991 blev David Heyman anställd av detta filmbolag och dess avdelning, men sade senare upp sig för att arbeta med sitt eget bolag Heyday Films. År 1993 gick Stokley Chaffin med i detta företag, och stannade därefter kvar till år 2001, efter att ha haft en lång arbetsperiod på åtta år.
År 1997 skrev Original Film på ett partnerskapsavtal med Sony Pictures, som varade fram till år 2019. I samma veva gick även Brad Luff med i detta företag, men slutade sedan under år 2003 för att driva det andra filmbolaget Morgan Creek Productions. År 1998 valde studion dessutom att skriva på ett avtal med Newmarket Capital Group, som gick ut på att producera långfilmer med lägre budget.
År 2002 inledde Moritz ett partnerskap med Marty Adelstein för att leda film- och TV-bolaget Original, som då skulle omfatta företagets alla tillgångar. Senare samma år gick även Dawn Parouse med i företaget, och senare vid ett annat tillfälle så skrev studion även på ett avtal med 20th Century Fox Television, som gick ut på att producera olika TV-program.
År 2004 valde man att dela upp all verksamhet kring företagets film och förvaltning, samtidigt som Ori Marmur, som tidigare hade arbetat för Mandalay Pictures, valde att ansluta sig till detta företag. Två år senare skrev Moritz dessutom på ett avtal med Sony Pictures Television, som gick ut på att producera olika TV-program.
År 2017 skrev studion på ett produktionsavtal med Paramount Pictures, så att de kunde börja producera långfilmer tillsammans, från och med år 2019. Denna affär blev sedan i augusti 2020 förlängd till år 2023, följt av ännu en förlängning till år 2027, i april 2024.